# عملية متساوية درجة الحرارة

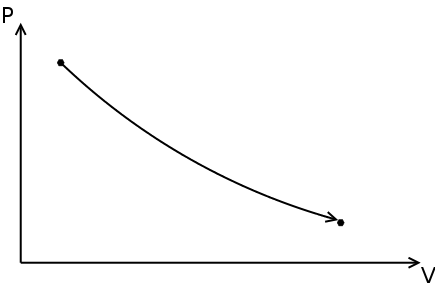
تمدد الحجم عند درجة حرارة ثابتة. رسم بياني
p-v .عندما يزداد الحجم يقل ضغط الغاز.

عملية ثبوت (أو تساوي) درجة الحرارة لنظام تحريك حراري هو حدوث تغير في النظام الثيرموديناميكي بحيث تظل درجة الحرارة ثابتة.
عندما نقوم بضغط غاز تنتشر فيه حرارة وترتفع درجة حرارته ولكي نحافظ على النظام في درجة حرارة ثابتة لا بد من أخذ تلك الحرارة الزائدة من النظام لكي يبقى عند درجة حرارة ثابتة. وبالعكس عندما نخلخل الضغط في الغاز تنخفض درجة حرارته، في تلك الحالة لا بد من إمداد النظام بحرارة من الخارج للمحافظة على ثبات درجة حرارته.
ويمكننا القيام بالمحافظة على درجة حرارة غاز أو جسم بوضعه في حمام حراري، فإذا انخفضت درجة حرارة الجسم عوضتها حرارة من الحمام الحراري، فتبقى درجة حرارة الجسم ثابتة. (مثال من حياتنا اليومية: تبلغ درجة حرارة جسم الإنسان 37 درجة مئوية، وهي درجة ثابتة)
طبقا لقانون الغازات ودالة الحالة في حالة غاز مثالي يبقى حاصل ضرب الضغط
{\displaystyle p} في الحجم {\displaystyle V} ثابتا عندما تكون درجة الحرارة T ثابتة.
{\displaystyle p\cdot V=n\cdot R\cdot T=const.\quad \Leftrightarrow \quad p\sim {1 \over V}}.
ينتج من ذلك أن الضغط يتناسب تناسبا عكسيا مع الحجم:
{\displaystyle {V_{2} \over V_{1}}={p_{1} \over p_{2}}}
وبالنسبة إلى الشغل المؤدى 
{\displaystyle \Delta W} من النظام عند القيام بضغط النظام أو خلخلته وبه عدد n من المولات
عندما تفترض غازا مثاليا:
{\displaystyle \Delta W=-nRT\ln \left({V_{2} \over V_{1}}\right)=-nRT\ln \left({p_{1} \over p_{2}}\right)=-p_{1}V_{1}\ln \left({V_{2} \over V_{1}}\right)},
حيث:
{\displaystyle R} ثابت الغازات العام.
وطبقا ل القانون الأول للديناميكا الحرارية نطبق المعادلة:
{\displaystyle \Delta U=\Delta Q+\Delta W}
وبوضع {\displaystyle T_{2}=T_{1}} وبالتالي {\displaystyle \Delta T=0} تكون الحرارة المعطاة إلى النظام أو المأخوذة منه مساوية للشغل المؤدى من النظام.
{\displaystyle \Delta Q=-\Delta W}).
من هذا ينتج أن 
{\displaystyle \Delta U=0} ، حيث {\displaystyle U} هي الطاقة الداخلية.